# Diocesi di Buxar
La diocesi di Buxar (in latino Dioecesis Buxarensis) è una sede della Chiesa cattolica in India suffraganea dell'arcidiocesi di Patna. Nel 2022 contava 28.401 battezzati su 14.019.380 abitanti. È retta dal vescovo James Shekhar.

## Territorio
La diocesi comprende i distretti di Buxar, Bhojpur, Kaimur e Rohtas nella divisione di Patna nello stato indiano del Bihar.
Sede vescovile è la città di Buxar, dove si trova la cattedrale di Santa Maria Madre del Perpetuo Soccorso.
Il territorio si estende su 11.311 km² ed è suddiviso in 16 parrocchie.

## Storia
La diocesi è stata eretta il 12 dicembre 2005 con la bolla Totius Ecclesiae curam di papa Benedetto XVI, ricavandone il territorio dall'arcidiocesi di Patna.

## Cronotassi dei vescovi
Si omettono i periodi di sede vacante non superiori ai 2 anni o non storicamente accertati.
- William D'Souza, S.I. (12 dicembre 2005 - 1º ottobre 2007 nominato arcivescovo di Patna)
- Sebastian Kallupura (7 aprile 2009 - 29 giugno 2018 nominato arcivescovo coadiutore di Patna)
  - Sede vacante (2018-2023)[2]
- James Shekhar, dal 4 febbraio 2023

## Statistiche
La diocesi nel 2022 su una popolazione di 14.019.380 persone contava 28.401 battezzati, corrispondenti allo 0,2% del totale.
| anno | popolazione | popolazione | popolazione | presbiteri | presbiteri | presbiteri | presbiteri                | diaconi | religiosi | religiosi | parrocchie |
| anno | battezzati  | totale      | %           | numero     | secolari   | regolari   | battezzati per presbitero | diaconi | uomini    | donne     | parrocchie |
| ---- | ----------- | ----------- | ----------- | ---------- | ---------- | ---------- | ------------------------- | ------- | --------- | --------- | ---------- |
| 2005 | 15.735      | 5.781.132   | 0,3         | 22         | 8          | 14         | 715                       |         | 23        | 63        | 13         |
| 2006 | 24.000      | 9.585.460   | 0,3         | 25         | 8          | 17         | 960                       |         | 39        | 68        | 13         |
| 2012 | 25.434      | 10.342.000  | 0,2         | 29         | 11         | 18         | 877                       |         | 28        | 92        | 14         |
| 2015 | 26.604      | 10.750.000  | 0,2         | 35         | 13         | 22         | 760                       |         | 31        | 97        | 15         |
| 2018 | 27.805      | 11.708.230  | 0,2         | 41         | 15         | 26         | 678                       |         | 36        | 102       | 16         |
| 2020 | 28.173      | 12.521.100  | 0,2         | 39         | 16         | 23         | 722                       |         | 36        | 100       | 16         |
| 2022 | 28.401      | 14.019.380  | 0,2         | 36         | 18         | 18         | 788                       |         | 26        | 99        | 16         |